# Huitziltepec (kommun)
Huitziltepec är en kommun i Mexiko.   Den ligger i delstaten Puebla, i den sydöstra delen av landet, 150 km sydost om huvudstaden Mexico City. Antalet invånare är 4 513.
Följande samhällen finns i Huitziltepec:
- Dolores Hidalgo